# 269251 Kolomna
269251 Kolomna è un asteroide della fascia principale. Scoperto nel 2008, presenta un'orbita caratterizzata da un semiasse maggiore pari a 2,6946546 UA e da un'eccentricità di 0,2626226, inclinata di 14,78111° rispetto all'eclittica.